# Ubådsmindesmærket Möltenort
54°22′46″N 10°11′41″Ø / 54.37944°N 10.19472°Ø
Ubådsmindesmærket Möltenort (tysk U-Boot-Ehrenmal Möltenort) står i Heikendorf ved Kielerfjorden cirka ti kilometer nordøst for Kiel i Schleswig-Holstein, Tyskland. Mindesmærket er tilegnet tyske ubådfolk som omkom i verdenskrigene fra henholdsvis Kaiserliche Marine, Kriegsmarinen samt i nyere fredstid også faldne ubådsfolk fra Deutsche Marine. Mindesmærket ærer desuden ofrene for ubådskrigen. Mindesmærket blev opført i 1930, efterfølgende revet ned og genopført i 1938. I 1990 blev det fredet.

## Historie
Efter første verdenskrig fremførte tidligere tyske ubådsofficerer et ønske om at rejse et mindesmærke for de faldne tyske ubådsbesætninger. Mindesmærket blev opført mellem 1926 og 1930 på en lille odde i Kielerfjorden, som i begyndelsen af 1800-tallet var en skanse (Möltenorter Schanze). Mindesmærket består af en søjle med en havørn i bronze på toppen. Monumentet blev indviet den 8. juni 1930, men allerede seks år senere blev monumentet revet ned grundet omfattende materielskader. I 1938 opførtes det nuværende mindesmærke, men selv herefter fulgte renoveringer og forandringer.
Mindesmærket ejes af Volksbund Deutsche Kriegsgräberfürsorge og vedligeholdes af stiftelsen U-Boot-Ehrenmal Möltenort i samarbejde med blandt andet U-Boot-Kameradschaft Kiel e.V.. Vedligeholdesarbejdet finansieres af donationer. Søjlen er blevet et velkendt landmærke for Heikendorf og forbipasserende tyske undervandsbåde viser deres respekt ved at sænke med flaget.

## Bygning og ørnen
Mod Kielerfjorden rejser mindesmærkets 15,30 meter høje sandstenssøjle, kronet med en havørn i bronze. Ørnen har en spændvidde på 4,8 meter og en højde på 4,6 meter. Den havde oprindeligt en vægt på 12,4 ton. Ørneskulpturen blev skabt af jugendkunstneren Fritz Schmoll (1883-1963) og blev bygget i 1938 i jern belagt med cirka 3 mm galvaniseret kobber. Dette usædvanlige design blev virkeliggjort af Württembergische Metallwarenfabrik.
I 2000 opdagedes omfattende rustskader i ørnens bærende stålkonstruktion som nødvendiggjorde en omfattende renovation. Året efter erstattedes ørnen af en bronzeafstøbning, hvorefter den originale blev overført til det militærhistoriske museum i Dresden. På søjlen under ørnen er ubådskrigsmærket placeret, men i nazitiden var der et hagekors på samme sted.
Søjlen flankeres af to underjordiske mindessale, en nordlig og en sydlig, som begge leder besøgeren videre til et åbent halvcirkelformet areal hvor der står 117 bronzetavler med over 35.200 navne og fødselsdatoer på faldne ubådssejlere.

## Navnetavlerne
På tavlerne er soldaternes navne sorteret efter ubådenes numre, vragsted og årsagen til forliset (hvis kendt).
Blandt alle disse søfolk findes også et antal kendte personer, eksempelvis Korvettenkapitän Günter Prien, ubådschefen for U-47, som havde kommandoen over en af Kriegsmarinens mest succesfulde undervandsbåde med 31 sænkede skibe. Priens ubåd med 44 besætnigsmedlemmer blev sænket den 8. marts 1941 syd for Irland, muligvis af en sømine eller af den britiske destroyer HMS Wolverine. Blandt de omkomne i fredstid findes de 19 døde soldater fra U2365 (U-Hai) som sank i Nordsøen den 14. september 1966.
Antallet af faldne ubådssejlere er angivet på to Plaketter:
1914–1918
4.744 Gefallene
200 verlorene U-Boote
(1914–1918
4.744 faldne
200 ubåde tabt)
--------
1939–1945
30.002 Gefallene
739 verlorene U-Boote
(1939–1945
30.002 faldne
739 ubåde tabt)

## Galleri
- Ubådskrigsmærket i bronze
- Den sydlige mindessal
- Kransbånd i mindessalen
- De 117 bronzetavler
- De 117 bronzetavler